# Koidu
Koidu (također općenito poznat i kao Sefadu) je grad u Sijera Leoneu. Središte je dijamantima bogatoga Okruga Kono u Istočnoj provinciji Sijera Leonea. 
Grad je imao 128,074 stanovnika na temelju popisa stanovništva iz 2015. godine. Koidu je četvrti grad u državi po broju stanovnika, nakon Freetowna, Boa i Keneme. Grad je jedno od glavnih urbanih, poslovnih, trgovačkih i trgovačkih središta u državi. Leži oko 430 km istočno od Freetowna.
Dva od deset najvećih i najpoznatijih neobrađenih dijamanata na svijetu pronađena su u rijeci Woyie koja teče kroz Koidu.